# Metopolophium fasciatum
Metopolophium fasciatum är en insektsart. Metopolophium fasciatum ingår i släktet Metopolophium och familjen långrörsbladlöss. Inga underarter finns listade i Catalogue of Life.